# 宇宙線照射年代
宇宙線照射年代（うちゅうせんしょうしゃねんだい：cosmic-ray exposure age）は隕石研究の分野では、隕石が地球に落下するまでに宇宙空間で宇宙線にさらされていた時間を測定するものである。
高エネルギーの宇宙線は固体へ約1mの深さにしか貫入せず、地球の大気を通過して地上に達することさえできない。よって宇宙線による原子核破砕生成物（スパロジェニック原子：Spallogenic）の生成は隕石が宇宙線にさらされる時間が長いほど多くなる。石質隕石ではネオンの同位体の分析がよく用いられ、鉄隕石ではカリウムの分析が用いられる。隕石の分類によって宇宙線照射年代の分布は特徴を持ち、鉄隕石は1億年から10億年と石質隕石に比べ10倍ほど長く、またH-コンドライトに分類される隕石は宇宙線照射年代の分布に500万年のところにピークをもつことなどが知られている。